# Церковь Петра и Павла при кадетском корпусе
Церковь Петра и Павла (Петропавловская церковь при Ярославском кадетском корпусе) — бывший православный храм при Ярославском кадетском корпусе.

## История
Комплекс зданий, в котором с 1895 года находился Ярославский кадетский корпус, первоначально предназначался для размещения 3-го учебного карабинерного полка, расквартированного в Ярославле. В 1797 году на средства ярославского дворянства состоялась торжественная закладка казарм с церковью. Архиепископ Арсений с духовенством совершил крестный ход к месту будущего строительства храма Петра и Павла. Работы по возведению казарм и храма продвигались с большими перерывами и затянулись более чем на два десятилетия. Строительство церкви было окончено в 1821 году, но освящена она была только с завершением строительства всего комплекса 27 декабря 1829 года архиепископом Авраамом во имя апостолов Петра и Павла.

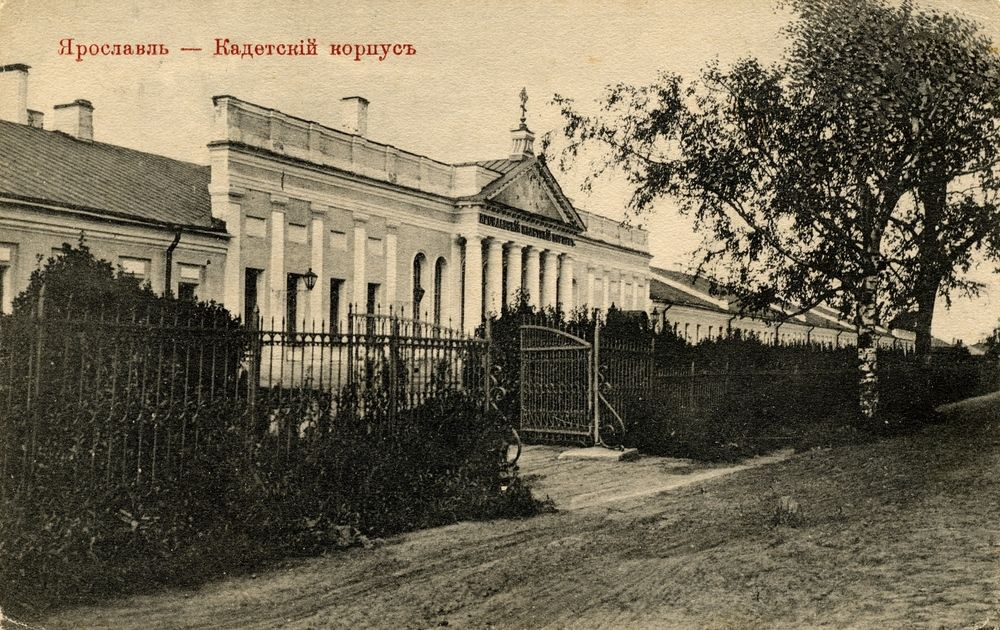
Петропавловская церковь в центре здания кадетского корпуса

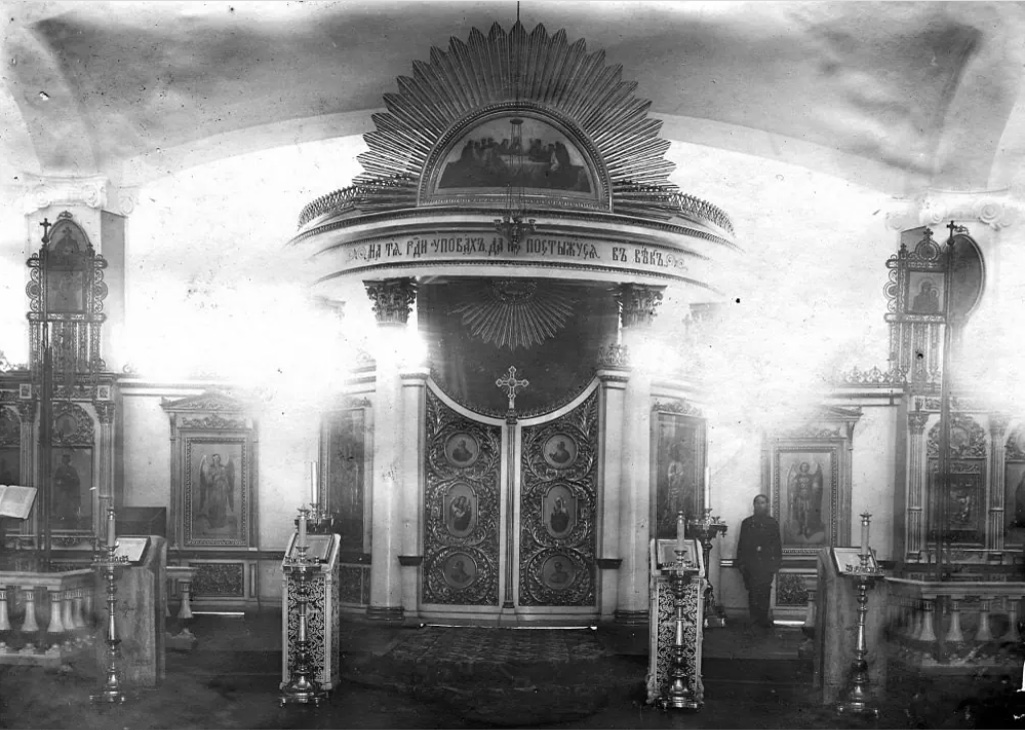
Иконостас Петропавловской церкви при кадетском корпусе

В 1860-х годах в храме были устроены два придела: в 1864 году — Николая Чудотворца, в 1866 — во имя Александра Невского — оба придела были торжественно освящены архиепископом Нилом. Первоначально Петропавловская церковь представляла собой отдельное здание, стоявшее между двух корпусов, имевшего собственные колокола. В 1890 году здание было существенно перестроено: оно было соединено с корпусами учебного заведения, центральный купол был разобран, а для колоколов устроили особый навес; оба придела храма были упразднены. В 1895 году в комплексе зданий стал действовать Ярославский кадетский корпус, для которого храм стал домовой церковью. 1901 и 1908—1909 годах в храме были проведены работы по его обновлению и вновь созданы два придела: в честь Захарии и Елизаветы (1901) и во имя Алексия, митрополита Московского (1909).
Интересно, что на одной из дореволюционных открыток на Московской улице Яролславля перед зданием кадетского корпуса изображена часовня с колокольней. Однако документов о строительстве часовни и её освящении не обнаружено, а в ведомостях Петропавловской церкви при кадетском корпусе приписанной к церкви часовни не значится.
После Октябрьской революции церковь была закрыта. В годы Гражданской войны с куполов были сняты кресты, колокола увезены. В последующие годы в бывшем здании кадетского корпуса размещались различные военные училища. В помещении Петропавловского храма был устроен спортзал. В настоящее здание бывшей церкви время входит в состав корпусов Ярославского военного училища противовоздушной обороны. 6 мая 2010 года настоятелем Гарнизонного храма Архангела Михаила протоиереем Павлом Рахлиным на территории училища был осуществлён чин освящения закладного камня воинского храма во имя святого благоверного великого князя Александра Невского. 12 сентября этого же года Святейший Патриарх Московский и всея Руси Кирилл посетил Ярославское высшее зенитное ракетное училище противовоздушной обороны и при большом стечении народа совершил чин его освящения.